# تسوي تيان كاي
تسوى تيان كاى (بالصينية: 崔天凯) ؛ ولد في أكتوبر 1952 هو دبلوماسي صيني وحاليا السفير الصينى لدى الولايات المتحدة.

## سيرة حياته
ولد 1952 في شنغهاي، الصين، تخرج من كلية اللغات الأجنبية في جامعة شرق الصين للمعلمين. ودرس الترجمة الشفوية في جامعة بكين للدراسات الأجنبية.

سافر تسوى مع الوفد الصيني لدى الأمم المتحدة للعمل كمترجم في الجمعية العامة. حيث قضى خمس سنوات هناك، ثم انضم إلى الأوساط الأكاديمية للحصول على درجة الدراسات العليا من كلية نيتز بول ه جامعة جونز هوبكنز للدراسات الدولية المتقدمة في واشنطن العاصمة.
بعد تخرجه من جامعة جونز هوبكنز، انضم تسوى إلى وزارة الشؤون الخارجية أول منصب شغله هو نائب مدير إدارة المنظمات والمؤتمرات الدولية وثم الناطقون بلسان وزارة الإعلام. في عام 1997، تم تعيينه وزير مستشار لدى الأمم المتحدة، وهو المنصب الذي شغله حتى عام 1999. 

استمر تسوى للعمل مع الوزارة طوال العقد المقبل، وشغل مناصب بارزة مثل المدير العام لإدارة الشؤون الآسيوية، مساعد الوزير لوزارة الشؤون الخارجية، وسفيرا لدى اليابان. 

## تعيينه سفيرا
في عام 2013، تم تعيينه من قبل الرئيس شي جين بينغ سفيرا للولايات المتحدة.

## الآراء
في 6 مارس 2013، أجريت صحفية شباب الصين اليومية مقابلة معه اثناء حضوره المؤتمر الشعبي الوطني. «السبب الأساسي لجميع المشاكل في العلاقة بين الصين واليابان هو أن ما إذا كانت اليابان يمكن أن تقبل الصين كشريك قوي، إذا يمكن لليابان أن تجد حل هذه المشكلة في ذهنها، فإن جميع المشاكل أخرى يمكن حلها بسهولة.»
في 8 أكتوبر 2013، سلمت له كلمة القاها في مدرسة الدراسات الدولية المتقدمة في جامعة جونز هوبكنز. قال: بعض اليابانيين يعتقدون أن: «خلال الحرب العالمية الثانية، تدعي اليابان ان فقط من قبل الولايات المتحدة الأمريكية هي من هزمت النظام الفاشي بالقنابل الذرية الآن اليابان تعتقد أنها بحاجة فقط للحصول على علاقات جيدة مع الولايات المتحدة في حين تتجاهل الدول الأخرى.» «انها وجهة نظر غير صحيحة تماما.» تسوى يؤكد أن «اليابان هزمت من قبل جميع الشعوب المحبة للسلام بما في ذلك كلا الشعبين الصينى والأمريكي. وستكون هناك عواقب وخيمة إذا تم تضليل اليابان بوجهات نظر غير صحيحة عن التاريخ الماضي».
في 12 تموز عام 2016، تحدث تسوي تيان كاي في مركز الدراسات الاستراتيجية والدولية بعد رفض الصين للحكم على حالة محكمة التحكيم الدولية المقدم من الفلبين. وأكد أن محاولة في التحكيم غير قانونية كما فعلت ذلك من دون موافقة صينية. 

أعرب تسوى عن أمله في القرارات الدبلوماسية المستقبلية للنزاعات في بحر الصين الجنوبي، وأعرب أيضا عن الرغبة في التطورات مشتركة أخرى أكثر نجاحا والأنشطة مع البلدان الأخرى.

## الخلافات
خلال اجتماع مع حاكم واشنطن جاي إنسلي في أبريل 2015، قامت مجموعة من المتظاهرين الصينيين أسفل مبنى الكابتول بالاعتصام ورفع الرايات، والتي أثيرت في شرف زيارة السفير تسوى.

## وصلات خارجية
- سيرة ذاتية للسفير من موقع فيتا شاينا
- بيوغرافي باللغة الأنجليزية من إصدار وزارة الخارجية الصينية